# Ligue des nations masculine de volley-ball 2019
Navigation
2018 2021
La 2e édition de la Ligue des nations masculine de volley-ball se déroule du 31 mai au 30 juin 2019, pour la phase préliminaire et du 10 juillet au 14 juillet 2019 pour la phase finale.
Le tour final s'est joué à Chicago aux États-Unis.

## Format de la compétition

### Tour préliminaire
Les seize équipes participent à une phase de groupe, chaque équipe principale (Allemagne, Argentine, Brésil, Chine, États-Unis, France, Iran, Italie, Japon, Pologne, Russie et Serbie) hébergeant un pool au moins une fois. Les équipes sont divisées en quatre groupes de quatre équipes chaque semaine et s'affrontent pendant cinq semaines pour 120 matchs.
Les cinq meilleures équipes après le tour préliminaire rejoignent le pays hôte du tour final pour participer au tour final.
La relégation ne prend en compte que les quatre équipes challenger (Australie, Bulgarie, Canada et Portugal). La dernière équipe de challenger classée sera reléguée. Les vainqueurs de la Coupe Challenger se qualifieront pour la prochaine édition en tant qu'équipe challenger.

### Phase finale
Les six équipes qualifiées jouent dans deux groupes de trois équipes en phase de poules. Les deux meilleures équipes de chaque groupe se qualifient pour les demi-finales. Les vainqueurs des groupes affronteront les deuxièmes de groupes. Les vainqueurs des demi-finales se qualifient pour la finale de la Ligue des Nations. Les perdants se font face dans le match pour la troisième place.

## Composition des poules

### Tour préliminaire
| Semaine 1                        | Semaine 1                          | Semaine 1                           | Semaine 1                             |
| Poule 1 Chine                    | Poule 2 Argentine                  | Poule 3 Pologne                     | Poule 4 Serbie                        |
| -------------------------------- | ---------------------------------- | ----------------------------------- | ------------------------------------- |
| Chine Allemagne Iran Italie      | Argentine Portugal Canada Bulgarie | Pologne États-Unis Brésil Australie | Serbie France Russie Japon            |
| Semaine 2                        |                                    |                                     |                                       |
| Poule 5 Chine                    | Poule 6 Russie                     | Poule 7 Japon                       | Poule 8 Canada                        |
| Chine Bulgarie Pologne France    | Russie Italie États-Unis Portugal  | Japon Argentine Iran Brésil         | Canada Australie Allemagne Serbie     |
| Semaine 3                        |                                    |                                     |                                       |
| Poule 9 Portugal                 | Poule 10 Bulgarie                  | Poule 11 Iran                       | Poule 12 France                       |
| Portugal Brésil Chine Serbie     | Bulgarie Japon Italie Australie    | Iran Canada Pologne Russie          | France Argentine États-Unis Allemagne |
| Semaine 4                        |                                    |                                     |                                       |
| Poule 13 États-Unis              | Poule 14 Italie                    | Poule 15 Iran                       | Poule 16 Brésil                       |
| États-Unis Japon Chine Canada    | Italie Argentine Serbie Pologne    | Iran France Portugal Australie      | Brésil Bulgarie Allemagne Russie      |
| Semaine 5                        |                                    |                                     |                                       |
| Poule 17 Australie               | Poule 18 Brésil                    | Poule 19 Bulgarie                   | Poule 20 Allemagne                    |
| Australie Argentine Chine Russie | Brésil Italie Canada France        | Bulgarie Iran Serbie États-Unis     | Allemagne Japon Portugal Pologne      |

### Phase finale
| Poule A    | Poule B |
| ---------- | ------- |
| États-Unis | Pologne |
| Russie     | Brésil  |
| France     | Iran    |

## Classement

### Critères de départage
Le classement général se fait de la façon suivante :
1. plus grand nombre de victoires ;
2. plus grand nombre de points marqués ;
3. plus grand ratio de sets pour/contre ;
4. plus grand ratio de points pour/contre ;
5. Résultat de la confrontation directe ;
6. si, après l’application des critères 1 à 5, plusieurs équipes sont toujours à égalité, les critères 1 à 5 sont à nouveau appliqués exclusivement aux matches entre les équipes concernées afin de déterminer leur classement final.

Légende des classements

### Tour préliminaire
| #  | Équipe     | Pts | J  | G  | Gt | Pt | P  | Sp | Sc | Ratio | Pp   | Pc   | Ratio |
| 1  | Brésil     | 39  | 15 | 10 | 4  | 1  | 0  | 44 | 15 | 2.933 | 1408 | 1218 | 1.156 |
| 2  | Iran       | 36  | 15 | 11 | 1  | 1  | 2  | 38 | 15 | 2.533 | 1276 | 1173 | 1.088 |
| 3  | Russie     | 34  | 15 | 10 | 2  | 0  | 3  | 37 | 17 | 2.176 | 1284 | 1164 | 1.103 |
| 4  | France     | 34  | 15 | 11 | 0  | 1  | 3  | 38 | 18 | 2.111 | 1341 | 1251 | 1.072 |
| 5  | Pologne    | 30  | 15 | 7  | 4  | 1  | 3  | 38 | 25 | 1.52  | 1465 | 1397 | 1.049 |
| 6  | États-Unis | 28  | 15 | 9  | 0  | 1  | 5  | 32 | 24 | 1.333 | 1317 | 1258 | 1.047 |
| 7  | Argentine  | 26  | 15 | 7  | 1  | 3  | 4  | 33 | 26 | 1.269 | 1363 | 1304 | 1.045 |
| 8  | Italie     | 25  | 15 | 8  | 0  | 1  | 6  | 31 | 25 | 1.24  | 1316 | 1263 | 1.042 |
| 9  | Canada     | 23  | 15 | 6  | 2  | 1  | 6  | 29 | 29 | 1     | 1313 | 1321 | 0.994 |
| 10 | Japon      | 19  | 15 | 4  | 3  | 1  | 7  | 27 | 32 | 0.844 | 1318 | 1326 | 0.994 |
| 11 | Serbie     | 17  | 15 | 2  | 4  | 3  | 6  | 28 | 36 | 0.778 | 1393 | 1417 | 0.983 |
| 12 | Bulgarie   | 13  | 15 | 2  | 3  | 1  | 9  | 21 | 38 | 0.553 | 1268 | 1372 | 0.924 |
| 13 | Australie  | 13  | 15 | 3  | 0  | 4  | 8  | 20 | 37 | 0.541 | 1217 | 1334 | 0.912 |
| 14 | Allemagne  | 12  | 15 | 1  | 2  | 5  | 7  | 23 | 41 | 0.561 | 1349 | 1470 | 0.918 |
| 15 | Portugal   | 7   | 15 | 2  | 0  | 1  | 12 | 12 | 40 | 0.3   | 1095 | 1268 | 0.864 |
| 16 | Chine      | 4   | 15 | 1  | 0  | 1  | 13 | 9  | 42 | 0.214 | 1047 | 1234 | 0.848 |

## Matchs
- Lieu:  UIC Pavilion, Chicago, États-Unis
- Fuseau horaire: UTC-05:00

### Phase de poules
|  | Qualifiés pour les Demi-finales |

#### Poule A
| # | Équipe     | Pts | J | G | Gt | Pt | P | Sp | Sc | Ratio | Pp  | Pc  | Ratio |
| 1 | États-Unis | 6   | 2 | 2 | 0  | 0  | 0 | 6  | 1  | 6     | 173 | 142 | 1.218 |
| 2 | Russie     | 3   | 2 | 1 | 0  | 0  | 1 | 3  | 3  | 1     | 133 | 131 | 1.015 |
| 3 | France     | 0   | 2 | 0 | 0  | 0  | 2 | 1  | 6  | 0.167 | 140 | 173 | 0.809 |

#### Poule B
| # | Équipe  | Pts | J | G | Gt | Pt | P | Sp | Sc | Ratio | Pp  | Pc  | Ratio |
| 1 | Pologne | 5   | 2 | 1 | 1  | 0  | 0 | 6  | 3  | 2     | 205 | 188 | 1.09  |
| 2 | Brésil  | 3   | 2 | 0 | 1  | 1  | 0 | 5  | 5  | 1     | 212 | 213 | 0.995 |
| 3 | Iran    | 0   | 2 | 0 | 0  | 1  | 1 | 3  | 6  | 0.5   | 189 | 205 | 0.922 |

### Phase finale
|  | Demi-finales | Demi-finales |                        |   | Finale      | Finale      |
|  | Demi-finales | Demi-finales |                        |   | Finale      | Finale      |
|  |              |              |                        |   |             |             |
|  | 13 juillet,  | 13 juillet,  |                        |   | 14 juillet, | 14 juillet, |
|  | 13 juillet,  | 13 juillet,  |                        |   | 14 juillet, | 14 juillet, |
|  | Pologne      | 1            |                        |   | 14 juillet, | 14 juillet, |
|  | Pologne      | 1            |                        |   | 14 juillet, | 14 juillet, |
|  | Russie       | 3            |                        |   | 14 juillet, | 14 juillet, |
|  | Russie       | 3            | Russie                 | 3 |             |             |
|  | 13 juillet,  |              | Russie                 | 3 |             |             |
|  |              | États-Unis   | 1                      |   |             |             |
|  | États-Unis   | États-Unis   | 1                      | 3 |             |             |
|  | États-Unis   |              |                        | 3 |             |             |
|  | Brésil       | 2            |                        |   |             |             |
|  | Brésil       | 2            | Match pour la 3e place |   |             |             |
|  |              |              |                        |   |             |             |
|  | 14 juillet,  |              |                        |   |             |             |
|  |              |              |                        |   |             |             |
|  | Pologne      | 3            |                        |   |             |             |
|  | Pologne      | 3            |                        |   |             |             |
|  | Brésil       | 0            |                        |   |             |             |
|  | Brésil       | 0            |                        |   |             |             |

## Classement final
| Place              | Équipe     |
| ------------------ | ---------- |
| Médaille d'or      | Russie     |
| Médaille d'argent  | États-Unis |
| Médaille de bronze | Pologne    |
| 4                  | Brésil     |
| 5                  | France     |
| 5                  | Iran       |
| 7                  | Argentine  |
| 8                  | Italie     |
| 9                  | Canada     |
| 10                 | Japon      |
| 11                 | Serbie     |
| 12                 | Bulgarie   |
| 13                 | Australie  |
| 14                 | Allemagne  |
| 15                 | Portugal   |
| 16                 | Chine      |